# Rajská zahrada (album, Spirituál kvintet)
Rajská zahrada je desáté studiové album české hudební skupiny Spirituál kvintet, vydané v roce 1992.
Je to poslední album, na kterém zpíval František Nedvěd; zajímavostí je, že je to jediné album, na kterém zpívá jak odcházející František Nedvěd, tak vracející se Karel Zich. Díky době vzniku i díky výše uvedené skutečnosti se jedná o jedno z nejvýraznějších alb skupiny. Kromě řady výrazných písní obsahuje jeden z velkých hitů kapely, vánoční píseň Bim bam, v podání Oldřicha Ortinského.

## Seznam skladeb
| Pořadí         | Název                | Délka |
| -------------- | -------------------- | ----- |
| 1.             | Já se těším do nebe  | 2:33  |
| 2.             | Říkají mu pastýř     | 2:52  |
| 3.             | Osel Jerry           | 2:18  |
| 4.             | Soudný den           | 2:51  |
| 5.             | Jméno zná i král     | 3:46  |
| 6.             | Vláček               | 3:21  |
| 7.             | Bim bam              | 3:45  |
| 8.             | Dvě báby             | 3:31  |
| 9.             | Někdo pije líh       | 3:09  |
| 10.            | Žebravá              | 3:03  |
| 11.            | Hornická             | 4:06  |
| 12.            | Brigadýrek           | 2:49  |
| 13.            | Ouvej, ouvej         | 2:10  |
| 14.            | Když ti zhořkne víno | 1:39  |
| 15.            | Zastaveníčko         | 2:53  |
| 16.            | Útěk z Egypta        | 3:06  |
| 17.            | Velký vůz            | 3:28  |
| 18.            | Dým, jen dým         | 3:20  |
| 19.            | Chci být při tom     | 3:18  |
| Celková délka: | Celková délka:       | 58:43 |